# Iitansaari (ö i Norra Savolax)
Iitansaari är en halvö i Finland. Den ligger i sjön Temo och i kommunen Kuopio i den ekonomiska regionen  Kuopio ekonomiska region  och landskapet Norra Savolax, i den centrala delen av landet, 400 km nordost om huvudstaden Helsingfors.